# Gyllen langur
Gyllen langur eller gyllenbladapa (Trachypithecus geei) är en däggdjursart som beskrevs av Khajuria 1956. Trachypithecus geei ingår i släktet Trachypithecus och familjen markattartade apor.
Inga underarter finns listade i Catalogue of Life. Wilson & Reeder skiljer mellan två underarter.

## Utbredning och habitat
Denna primat förekommer i nordöstra Indien (Assam) och Bhutan. Arten vistas där i tropiska skogar som är städsegröna eller lövfällande. Utbredningsområdet är bara cirka 30 000 km² stort och delat i flera mindre regioner på grund av skogsavverkningar.

## Utseende
Individerna når en kroppslängd (huvud och bål) av 49 till 72 cm och en svanslängd av 71 till 94 cm. Vikten är vanligen 9,5 till 12 kg. Som ung har Trachypithecus geei orangebrun päls som senare blir gyllene till krämfärgad. Under den kalla årstiden får pälsen en röd skugga. I övrigt liknar djuret andra arter av samma släkte.

## Ekologi
Arten är aktiv på dagen, främst på morgonen och eftermiddagen. Oftast bildar en eller två hannar en flock med några honor och deras ungar. Gruppen har upp till 12 medlemmar. De klättrar vanligen i växtligheten och vistas sällan på marken. Parningen sker oftast i januari eller februari och efter sex månaders dräktighet föds en unge. Allmänt lämnar hannar flocken när de blir könsmogna.

## Status och hot
Det största hotet mot arten utgörs av habitatförstöring när skogar omvandlas till jordbruksmark och bostadsområden. Många dödas också av hundar eller när de rör vid kraftledningar. Jakt på arten är förbjuden men det förekommer fortfarande tjuvskytte. Då många populationer är skilda från varandra ökar inaveln som resulterar i många döda ungar. IUCN kategoriserar arten globalt som starkt hotad.